# Ла Баранка де лос Саусес, Ел Тимбалито (Зизио)
Ла Баранка де лос Саусес, Ел Тимбалито (шп. La Barranca de los Sauces, El Timbalito) насеље је у Мексику у савезној држави Мичоакан у општини Зизио. Насеље се налази на надморској висини од 1600 м.

## Становништво
Према подацима из 2005. године у насељу су живела 4 становника.

### Хронологија
| Година       | 2005 |
| ------------ | ---- |
| Становништво | 4    |

### Попис
| # | Индикатор                        | Вредност |
| - | -------------------------------- | -------- |
| 1 | Укупно појединачних домаћинстава | 2        |